# ČSHPČR - Divadlo v okovech
Autorský ochotnický divadelní spolek ČSHPČR vznikl v roce 1993 na půdě soukromého pražského Gymnasia Jana Palacha. Zkratka názvu znamená Česká společnost herecká při časopisu Reakce, dnes již zaniklého literárního občasníku, (proto bývá dnes často mylně interpretována jako Česká společnost herecká Parlamentu České republiky, apod.), a je opět další zkratkou zkratky původně z rovné stovky slov složeného názvu souboru: ČSHPČRNPVKBZGJPČJPPSON
ČPTČHTČDTDŘAZDSAZPHJONTJNČUOOHVZKBSZČ:LDALNAAUAMZAPVAHJ AMKATZOPPPAPAJJKJOBCSSZSP, která se sice zachovala, je však s postupem času stále méně zpětně dešifrovatelná.

## Historie
Již v roce 1994 se soubor, který byl vždy souborem divadla čistě autorského, výrazně prosadil druhým místem na divadelní přehlídce v rámci Týdne Jana Palacha, jenž vyvrcholil slavnostním večerem na Žofíně. Rychle se stal fenoménem[zdroj?] zejména na malých pražských jevištích a na klubových scénách, ale i na zájezdech v podstatě po celé České republice. Byl zván rovněž na zahraniční festivaly alternativního divadla a nezůstal nepovšimnut ani masmédii. Osobité inscenace ČSHPČR získaly uznání odborníků (profesor Jan Císař, divadelní režisér Ivo Krobot, divadelní kritik Vladimír Hulec, dramaturgyně Markéta Hoskovcová apod.) i přízeň diváků. Po roce 1997 a odchodu zakladatele Ladislava Doležala došlo k výrazné krizi souboru, z níž však vykrystalizovaly dvě nové vůdčí osobnosti Jan Javornický a Ladislav Niklíček a od té doby soubor nese pozměněný název ČSHPČR – Divadlo v okovech, pod kteroužto hlavičkou vystupuje dodnes. Při vystoupení zmíněné dvojice v rámci nominace na Šrámkův Písek r. 2005 však diváci nevyčkali ani konce improvizační detektivní hry Vražda tapírem a sál opustili. Rovněž tak prezentace souboru s příběhem O amatéřích a krátkou hrou Milfajt na pražské postupové přehlídce na Šrámkův Písek r. 2007 dopadla dle kritiky katastrofálně.

Vývoj divadla je zpětně vysledovatelný prostřednictvím recenzí uveřejněných v časopise Amatérská scéna.

## Interdisciplinární výpomoc
V průběhu doby se souborem spolupracovaly mnohé osobnosti české kultury:

herec Jan Potměšil; 

hudebník, žurnalista, geochemik a mykolog Jan Borovička; 

výtvarník a hudebník Pavel Kafka; 

estetička a pedagožka Karlovy univerzity Jana Jebavá; 

konceptuální umělkyně Milena Dopitová; 

Jan Kábrt, vicemistr ČR v karate; 

filmový režisér a scenárista a divadelní herec Martin Šinkovský; 

filmový dokumentarista Tomáš Hodan; 

filmový režisér, spisovatel a divadelní herec Luboš Pavel; 

filmový a televizní režisér Tomáš Krejčí; 

básník a hudebník Pavel Šenkapoun; 

režisér a dramatik Petr Macháček

divadelní soubory Divadlo Kámen, Proč?, Drátěné siroty, Šinkyho Dan, Kostra ovsa a další.
ČSHPČR spolupracuje s občanským sdružením Podblanickem, které se zabývá rozvojem a udržitelností života na venkově.

ČSHPČR získala podporu Open Society Fund.

## Principy a teorie
Základní principy tvorby ČSHPČR – Divadla v okovech zůstávají po celou dobu existence v podstatě stejné, procházejí desítkami inscenací a vytvořily jakousi tvář souboru. ČSHPČR – Divadlo v okovech vyprodukovalo množství žánrem a formou zcela neomezených představení. Právě hra s pravidly a konvencemi divadla upoutá na těchto inscenacích asi nejvíce. Je zásadním prvkem i textů z dílny ČSHPČR – Divadla v okovech, jež mnohdy vykazují z dnešního pohledu charakteristické rysy postmodernismu: zejména množství hypertextových odkazů, hra znaků i významů, důraz na sémantickou vyprázdněnost znaků, a naopak s vírou, že „vše je plné smyslu“, hledání nových „signifié“ v nových kontextech. Ovlivnění filosofií vede až k extrémům jako ve hře Fiofi (2000), která se zčásti odehrává v latině a atické řečtině 4. století př. n. l. a takřka veškeré dialogy jsou alegorií filosofických disputací významných autorit v historii filosofie, čímž se běžnému publiku hra stává zcela nesrozumitelnou. To vše je navíc uzavřeno ve formě jakési dadaistické frašky, hojně prokládané hudbou a zpěvy, což je opět tradice inscenací ČSHPČR, které se nebojí ani baletu či operety. Nepochopení divákem donutilo ČSHPČR – Divadlo v okovech k určité, alespoň dílčí, trivializaci: např. Vražda tapírem (2003), hra vystavěná na tezi francouzského poststrukturalistického filosofa Michela Foucaulta o smrti autora, je vcelku snadno vnímatelná jako detektivka s vtipnou zápletkou. Pokud bychom chtěli popsat zcela obecně herectví ČSHPČR – Divadla v okovech, musíme zapomenout na klasickou dichotomii Stanislavskij – Brecht, nejblíže se naopak ocitáme skrze myšlení Antonina Artauda (Le Theatre et son double).

To, na čem jsou představení ČSHPČR – Divadla v okovech založena, je tak spíše způsob uchopení divadelních konvencí, způsob pohybování se v divadle, v roli, v inscenaci. Tento modus divadla vytváří specifikum, pečeť, nezaměnitelnost ČSHPČR – Divadla v okovech.

## Současná scéna
Divadlo v okovech v současnosti působí v žižkovském klubu Zadní vrátka, kde kromě inscenování vlastních her umožňuje vystupovat dalším amatérským souborům.